# Park Narodowy Ujung Kulon
Park Narodowy Ujung Kulon (Ujon Kulon – „zachodni kraniec”) – jeden z 50 parków narodowych na terenie Indonezji, utworzony w 1980 roku.
Park położony jest na najbardziej wysuniętym na zachód krańcu Jawy – Banten. Swoim zasięgiem obejmuje grupę wulkanicznych wysp Krakatau i inne wyspy, w tym Panaitan, Handeuleum i Peucang w Cieśninie Sunda.
W 1991 roku park został wpisany na Listy światowego dziedzictwa UNESCO. 

## Geografia
Park zajmuje powierzchnię 1206 km² (w tym 443 km² to powierzchnie wód). Większa jego część leży na półwyspie sięgając Oceanu Indyjskiego. W 1883 roku erupcja pobliskiego wulkanu Krakatau wywołała tsunami, które spustoszyło wioski wraz z uprawami na przybrzeżnych obszarach zachodniej części półwyspu i pokryło całą okolicę warstwą pyłu wulkanicznego o grubości 30 cm. Ludność zamieszkująca półwysep została ewakuowana, tym samym tworząc warunki sprzyjające rozwojowi fauny i flory. 

## Ekologia
Ujung Kulon jest pierwszym parkiem narodowym Indonezji wpisanym na Listy światowego dziedzictwa UNESCO w 1991 z uwagi na największe powierzchnie nizinnych lasów tropikalnych na Jawie.
Jest również ostatnim obszarem występowania zagrożonego wyginięciem nosorożca jawajskiego Rhinoceros sondaicus, którego populacja na terenie parku szacowana jest na 60 osobników. W ciągu ostatnich 10 lat udało się zarejestrować narodziny 14 nosorożców dzięki kamerom i nagraniom video. Podczas badań nad tymi zwierzętami okazało się, że żyje tam co najmniej jeden przedstawiciel gatunku płci żeńskiej, co zapewni żywotność populacji. Od lutego 2011 zarządzanie kamerami video i śledzenie nagrań należy do obowiązków dyrekcji Narodowego Parku Ujung Kulon.
W parku ochronie podlega 57 gatunków rzadkich roślin oraz 35 gatunków ssaków m.in. banteng, gibon srebrzysty, lutung jawajski, makak jawajski, lampart, kanczyl jawajski i sambar jawajski. Występują tu też 72 gatunki gadów i płazów oraz 240 gatunków ptaków.
Liczebność krokodyli i aligatorów na terenie parku jest niezbadana – są rzadko spotykane. Zdarzają się doniesienia o zauważeniu krokodyla gawialowego, jednakże żadne z nich nie zostały potwierdzone. Krokodyl słonowodny był w przeszłości obecny w jawajskich nadrzecznych ekosystemach, jednakże obecnie nie potwierdzono jego obecności na tych obszarach.